# Gilbert Facchinetti
Pour les articles homonymes, voir Facchinetti.
Gilbert Facchinetti, né le 28 janvier 1936 à Lausanne et mort le 6 juillet 2018 à Neuchâtel, est un footballeur et entrepreneur suisse, originaire d'Italie.
Il est connu pour avoir été le président, pendant 26 ans, du Neuchâtel Xamax.

## Biographie
Gilbert Facchinetti est né le 28 janvier 1936 à Lausanne dans une famille originaire d’Italie. Le football est alors une histoire de famille, intimement liée au FC Xamax. En effet, son père Silvio a évolué en Série A avant de devenir président d’honneur du FC Xamax après la Deuxième Guerre mondiale, alors que deux de ses oncles ont porté le maillot de l’équipe de Suisse,. Son oncle André a, lui, été entraîneur du club. Comme son père, Gilbert Facchinetti devient boucher après avoir fait un apprentissage dans cette profession.
Gaucher au gabarit imposant, il commence sa carrière de footballeur au FC Cantonal Neuchâtel, avant de rejoindre le FC Xamax, puis le FC Granges. Il joue ensuite au Servette FC et reçoit plus tard une offre du Genoa, avec à la clé un salaire 6 000 francs suisses par mois. Son oncle décède au même moment et le transfert capote, Gilbert Facchinetti étant poussé par son père à entrer dans l'entreprise familiale, active dans le bâtiment. Il met alors sa carrière de footballeur au second plan, jouant au FC Bienne avant de finir sa carrière au FC Xamax. Ainsi, en 1966, il cumule son statut de joueur avec les fonctions de directeur technique et de responsable de la première équipe alors nouvellement promue en Ligue nationale B. Il met un terme à sa carrière en Ligue nationale B en fin de saison 1966-1967, afin de se concentrer sur son rôle de dirigeant. En 1970, il devient directeur sportif du Neuchâtel Xamax, club issu de la fusion entre Neuchâtel-Sports (auparavant connu sous le nom de FC Cantonal Neuchâtel) et le FC Xamax. Cinq ans plus tard, il devient chef du département technique de l’Association suisse de football, avant d’être nommé directeur des équipes nationales l’année suivante.
En 1979, il est élu à la présidence du Neuchâtel Xamax. Véritable patriarche,, il emmène son club à deux titres de champion de Suisse, en 1987 et en 1988. Sachant mobiliser le tissu économique neuchâtelois au point que « lorsqu’un tunnel se creusait en ville, ça signifiait, en gros, qu’un nouvel attaquant allait signer au club »,, il engage des joueurs comme Heinz Hermann, Uli Stielike, Hossam Hassan, Lajos Détári, ou l'entraîneur Gilbert Gress.

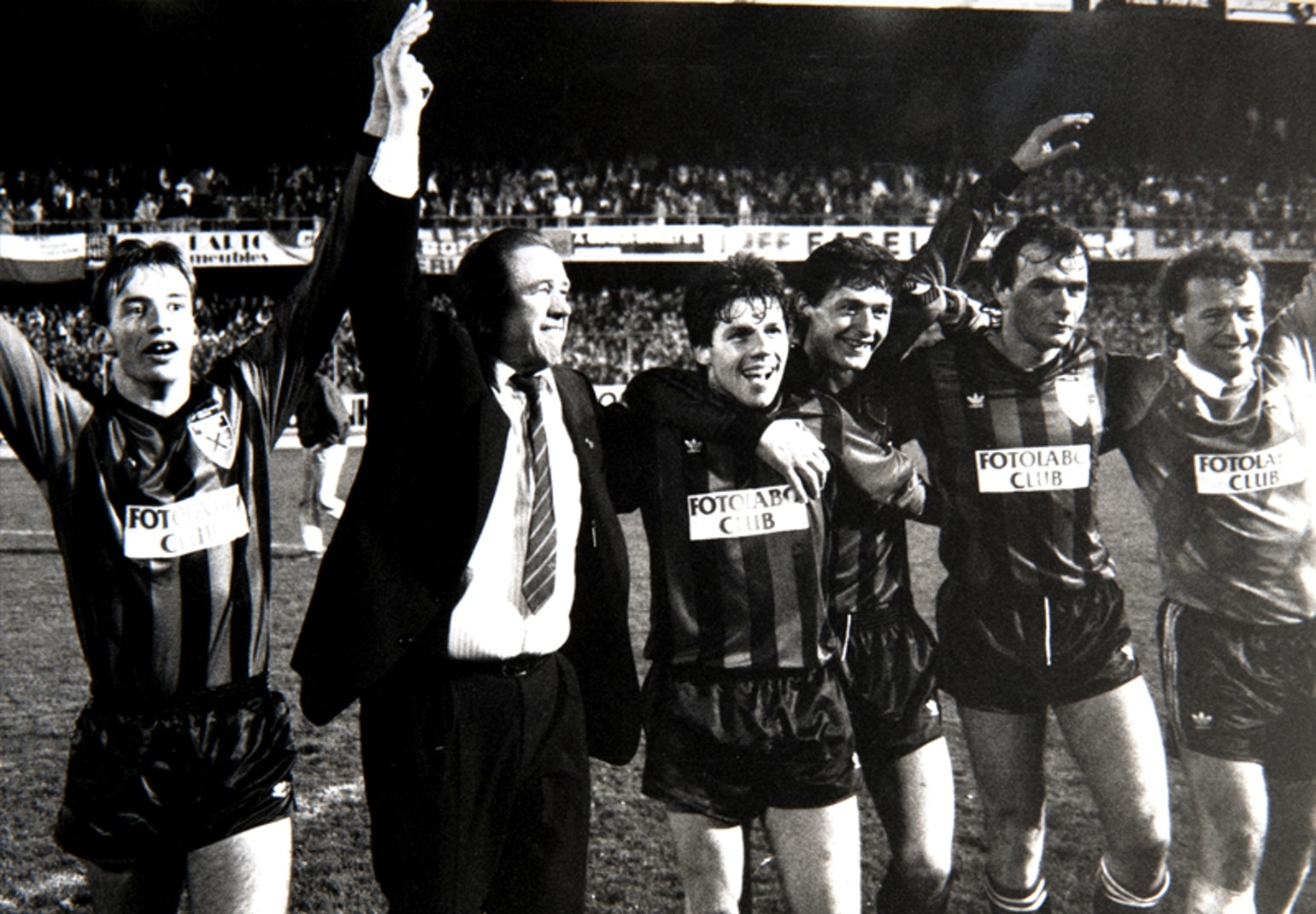
Gilbert Fachinetti, avec Neuchâtel Xamax, lors de la victoire de ce dernier, au stade de la Maladière, face à Galatasaray en huitièmes de finale de la coupe des clubs champions européens 1988-1989, le 26 octobre 1988.

Homme de parole, Facchinetti paraphait ses contrats d'une poignée de main, jusqu'à ce que deux joueurs lui demandent de fortes sommes sans respecter la poignée de main.
En 1996, après 36 ans à diriger l’entreprise de construction Facchinnetti, Gilbert Facchinetti prend ses distances avec les affaires courantes et délaisse ses fonctions de directeur et président du conseil d’administration de l’entreprise fondée par son grand-père. Sept ans plus tard, c’est la direction exécutive de son club de football qu’il cède, à Alain Pedretti, après avoir passé vingt-quatre ans à sa tête,,. Il reste néanmoins le président d'honneur du club. En 2012, il revient pour reprendre le club à la suite de la faillite.
Il meurt le 6 juillet 2018 à Neuchâtel, peu après avoir vécu la promotion de son club de cœur en première division suisse,.

### Famille
Gilbert Fachinetti épouse Vally Fachinetti, d'origine allemande, le 24 octobre 1959. Ensemble, ils ont cinq enfants.
Quatre événements tragiques auront mis à rude épreuve la vie de la famille Fachinetti. Pamela, une des trois filles de Gilbert et Vally Fachinetti, meurt, noyée dans leur piscine, à l'âge de 2 ans. En 1998, Tania, leur deuxième fille, meurt à 34 ans des suites d'un cancer. Sandra, leur troisième fille, se donna la mort en 2009 et Rodrigue, un de leurs fils, accidenté, dut être opéré 24 fois, avant de venir handicapé.
Son petit-fils, Mickaël Facchinetti, est footballeur professionnel.